# Савромат III
Тиберій Юлій Савромат III Філоцезар Філоромей Евсеб (*Τιβέριος Ἰούλιος Σαυροματης Γ' Φιλόκαισαρ Φιλορώμαίος Eυσεbής, д/н —232) — цар Боспору в 229—232 роках.

## Життєпис
Походив з династії Тиберіїв Юліїв. Старший син Котіса III, царя Боспору. Про нього відомо замало. У 229 році стає царем-співолодарем  з батьком. Його резиденцією стає Горгіппія або Гермонасса, а Савромат III фактично стає правителем азійської частини царства. Відомо про одну монету 231 року, де зображено Савромата III, а на звороті — римського імператора Александра Севера.
Правління тривало до 232 року, коли той помер. Наступником став середній брат Рескупорід IV.